# Bio Oko
Bio Oko v Praze je jednosálové kino z roku 1940 v ulici Františka Křížka v Praze 7-Holešovicích. Je jedním z dosud zachovaných a provozovaných kinosálů z doby před rokem 1990 a od roku 2007 se zaměřuje na netradiční a artovou produkci.

## Stavba
Kinosál je umístěn v podzemí centrálního objektu č. p. 460 v bloku sedmi funkcionalistických činžovních domů v Praze 7-Holešovicích. Obytný blok mezi ulicemi Letenská (dnes Milady Horákové), Vinařská (dnes Františka Křížka) a Heřmanova byl vybudován na zakázku Penzijního fondu zaměstnanců Národní banky v letech 1937–1940 podle projektu architektů Jaroslava Stockar-Bernkopfa a Josefa Šolce. Původně měl mít komplex jen dvě krajní budovy a střed měl zůstat otevřený. Protože však regulační plány tehdy nařizovaly dodržovat blokovou výstavbu, byla jako poslední v roce 1940 dostavěna střední budova s kinem Oko.
Kinosál - původně pro 735 či 800 osob, po přestavbě pro 397 osob - je členěn na parter (s lóžemi a velkorysým předsálím a šatnou) a balkón. Výškové řešení parteru je nezvyklé (pódium a mimořádně vysoko umístěné plátno vedly ke konstrukci konkávní křivky viditelnosti).
Parter je od září 2009 osazen různými typy sezení - kromě několika původních sedaček také plážová lehátka, sedací vaky a karosérie automobilu. Mezi sezeními je nebo lze vytvořit dost volného místa při představeních pro rodiče s kočárky. Na běžná představení je možný i vstup se psy. Sedačky na balkóně zůstaly původní. Kompozici sedaček vytvořil designér Maxim Velčovský.
Od roku 2007 sloužilo mezipatro vlevo od vchodu včetně přilehé místnosti jako občerstvení s možností posezení u stolku. V souvislosti se změnou provozovatele kina v roce 2009 byla na bar s kavárnou přestavěna celá vstupní hala a pravé mezipatro a začala jej kromě návštěvníků kinoprojekcí navštěvovat i širší veřejnost. Bar má 50 míst k sezení a WiFi připojení k internetu.

## Provoz a dramaturgie
Od června do října 2007 proběhla rozsáhlá rekonstrukce kina, financovaná z velké části (nákladem 6,5 milionu Kč) městskou částí Praha 7, tisková zpráva jej v té době označila za jediné provozované kino v Praze 7, se stabilním diváckým zázemím i v Praze 6 a 8. Ve výběrovém řízení na nájemce a provozovatele kina vybrala městská část z 6 uchazečů na základě prezentované dramaturgie, zkušeností, realizovaných projektů a ekonomické rozvahy občanské sdružení Jihlavský spolek amatérských filmařů (JSAF).
Od znovuotevření 18. října 2007 bylo provozovatelem kina občanské sdružení JSAF, Jihlavský spolek amatérských filmařů, které do té doby provozovalo řadu městských i venkovských kin v kraji Vysočina. Kino mělo být pražskou základnou Mezinárodního festivalu dokumentárních filmů Jihlava a mělo být zaměřeno na dokumentární filmy, na speciální projekce v zahraničí úspěšných nebo jinak výjimečných filmů, které by těžko hledaly cestu do české distribuce, na experimentální a studentské filmy atd. Kino spolupracovalo s dalšími kiny na hostování projektů Fresh Film Fest (ozvěny), Mezipatra a dalšími. Exkluzivní spolupráci navázalo s distribuční společností ArtCam, s pražskými velvyslanectvími některých zemí atd.
Po občanském sdružení JSAF přebrali provozování kina v létě roku 2009 lidé spjatí s provozováním kin Aero a Světozor, kteří v průběhu srpna nechali přestavět sál i vstupní část, pořídili novou zvukotechniku a projektor a 10. září 2009 obnovili provoz kina. Přitom webové stránky původního provozovatele biooko.cz nahradili novými biooko.net. Dramaturgie kina zahrnuje též artové filmy a je zaměřena podobně jako u kin Aero a Světozor.

## Technické vybavení
V kině se nachází 4K projektor Sony, dva projektory Meo 5X pro 35mm filmový pás a zvuková technologie pro Dolby Surround 7.1.